# 13840 Вейнандерсон
13840 Вейнандерсон (13840 Wayneanderson) — астероїд головного поясу, відкритий 6 грудня 1999 року.
Тіссеранів параметр щодо Юпітера — 3,498.